# Гланцберг, Норбер

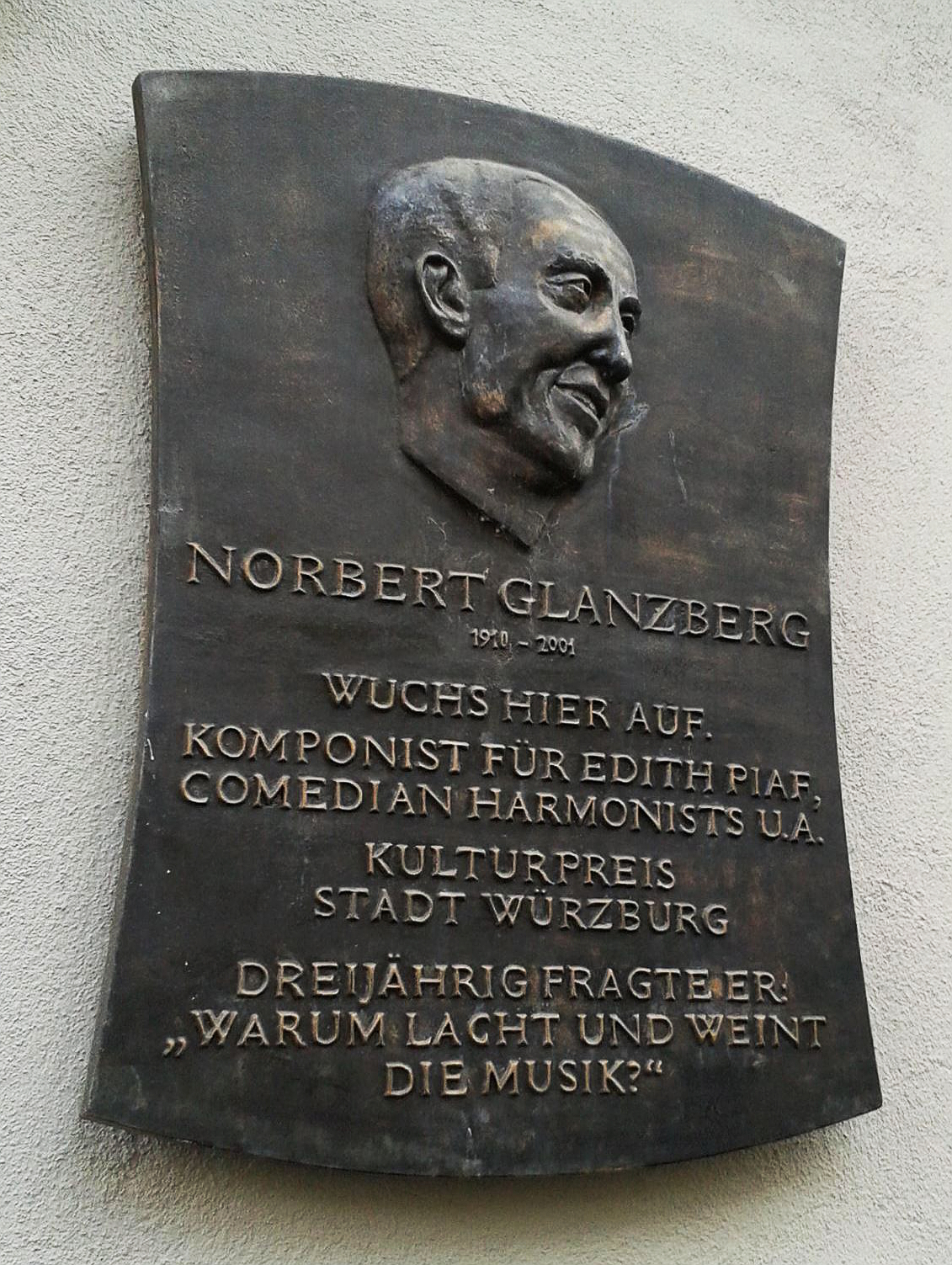
Мемориальная доска в городе Вюрцбурге (Бавария) на доме 6 по улице Wolfhartsgasse, где Натан Гланцберг жил в детстве и юности до отъезда в Аахен.

Норбе́р Гланцбе́рг (фр. Norbert Glanzberg; 12 октября 1910, Рогатин — 25 февраля 2001, Париж) — французский композитор, сочинявший лёгкую инструментальную музыку для кино и прославившийся как автор самых известных песен Эдит Пиаф.

## Биография
Натан Гланцберг родился 12 октября 1910 года в городе Рогатине, находившемся тогда на территории королевства Галиции и Лодомерии в составе Австро-Венгерской империи (территория современной Украины), в еврейской семье мелкого торговца Шмуэля Гланцберга. В 1911 году семья эмигрировала в Германию, в город Вюрцбург в Баварии. Сразу же после переезда Натана стали называть Норберт.
В 1914 году в жизни будущего музыканта произошло несколько важных событий: родилась сестра Лизель, началась Первая мировая война, отца призвали служить санитаром и — самое главное — мать Норберта, верившая в талант своего сына больше всех, приобрела для сына пианино.

### Начало музыкальной карьеры
В 1924 году, ещё 14-летним, Норберт начал посещать вюрцбургскую консерваторию и сразу же прослыл «божественно талантливым». Композиции обучался в классе профессора Германа Цильхера, директора консерватории и основателя старейшего в Германии и одного из первых в Европе вюрцбургского моцартовского фестиваля.
В 1927 году Норберт бросил школу и начал работать концертмейстером в вюрцбургском театре. По случаю ему удалось дирижировать несколькими операми и даже руководить постановкой «Трехгрошовой оперы» Брехта.
В 1929 году, в разгар Великой депрессии, Норберт отправился в Аахен, где аккомпанировал и дирижировал для балетной труппы и спектаклей. Но первый успех пришёл к нему в берлинском театре-варьете «Адмиралспаласт», где готовилась новая постановка «Королевы чардаша» Имре Кальмана. Когда балерина, пригласившая Норбера аккомпанировать ей, закончила свой номер, маэстро Кальман вышел на сцену и лично пригласил пианиста остаться в театре:

«Где вы работаете?» — спросил Кальман пианиста. — «Я концертмейстер в Аахенском театре». — «Сколько вы там зарабатываете?» — «150 марок в месяц». — «Если останетесь здесь, получите 350».— 
Одновременно с работой в театре Норбер писал музыку для первых звуковых фильмов, снимавшихся на берлинской киностудии УФА. Для фильма режиссёра Билли Уайдера «Фальшивый супруг» Гланцберг сочинил заглавную песню, ставшую хитом сезона. Газеты писали:

Новичка зовут Норберт Гланцберг. Его ритмы соблазнительны, а композиции захватывают, как лучшие творения Фридриха Холлендера. Он пишет легко и непринуждённо, буквально одной левой.— 
Вскоре киностудия УФА перестала сотрудничать с евреями. 15 июля 1932 года журнал «Немецкий фильм» написал о том, что композиторы УФА — сплошь евреи, а немецкую литературу и кино должны создавать только люди, «чувствующие по-немецки». Тогдашний гауляйтер Берлина Йозеф Геббельс выступил по этому вопросу, упомянув конкретно Гланцберга:

Этот маленький галицийский еврей Гланцберг слизывает у молодых светловолосых композиторов масло с хлеба.— 
Травля усугублялась, и однажды по дороге домой Гланцберга предупредили, что за ним пришли из гестапо. Так музыкант в 1933 году эмигрировал во Францию и, несмотря на приглашение отправиться в США, решил задержаться в Париже, чтобы быть ближе к родителям и сестре, оставшимися в Вюрцбурге. Город Рогатин в тот период принадлежал Польше и его, уроженца этого города, зарегистрировали как поляка.
После нескольких неудачных попыток найти работу Гланцберг взял напрокат аккордеон и стал играть во дворах и столовых за еду. Затем устроился пианистом в еврейский театр и руководил небольшим ансамблем: аккордеон, контрабас, он сам — за роялем. Гитаристом в ансамбле был легендарный цыган Джанго Рейнхардт, автор «Минорного свинга». Так постепенно Гланцберг впитал стиль французской лёгкой музыки. Однажды ансамблю Гланцберга довелось аккомпанировать Эдит Пиаф, которую ещё никто не знал.

### Вторая мировая война
6 сентября 1939 года, через 5 дней после нападения Гитлера на Францию, Норберта (теперь — Норбера) призвали в пехотные части польской Армии в изгнании под командованием маршала Сикорского, входившей в состав французской армии. Оказавшись среди не слишком дружелюбных польских солдат, Гланцберг дезертировал, прошёл 200 км до Марселя и нашёл убежище в центре для беженцев.
В марсельских кафе Гланцберг сразу же встретил своих прежних коллег и познакомился со многими знаменитостями: Фернанделем, Тино Росси, Морисом Шевалье. В начале октября 1941 года в Марселе он встретил старую знакомую, ставшую звездой, — к тому времени уже каждый во Франции знал имя Эдит Пиаф. Певице предстояли новые гастроли — «воробей из Парижа» собирался «облететь» Южную Францию, не оккупированную фашистами зону. Гланцберг вспоминал: «Она искала пианиста и решила взять меня».

## Фильмография
- 1931 — Der falsche Ehemann (фр.)
- 1931 — On préfère l’huile de foie de morue (фр.)
- 1938 — La Goualeuse (фр.)
- 1948 — Neuf garçons, un cœur (фр.)
- 1949 — Valse brillante (фр.)
- 1951 — Les Deux Monsieur de Madame (фр.)
- 1952 — Le Costaud des Batignolles (фр.)
- 1952 — C’est arrivé à Paris (фр.)
- 1953 — Quitte ou double (фр.)
- 1953 — Мой братишка из Сенегала
- 1954 — La Rage au corps (фр.)
- 1954 — Ma petite folie (фр.)
- 1954 — Корсары Булонского леса
- 1955 — Chantage (фр.)
- 1955 — Уличный свет
- 1956 — Колдунья
- 1956 — Невеста слишком хороша
- 1956 — Michel Strogoff (фр.)
- 1957 — Quand vient l’amour (фр.)
- 1958 — Mon oncle (фр.) / Мой дядюшка
- 1958 — La Moucharde (фр.)
- 1959 — Бурлаки на Волге
- 1960 — Француженка и любовь (Скетч «Измена»))
- 1968 — Le Bal des voyous (фр.)

## Композиции
- Смерть — хозяин над Германией: Антология стихов жертв нацизма (название взято из строки стихотворения Пауля Целана «Фуга смерти»)
- Песни Холокоста : 9 песен для баритона и фортепиано (1983) на стихи, вдохновлённые концентрационными лагерями. Исполнялись на концерте в Вюрцбурге с Ханной Шигуллой в 1998 году.
  - Транспорт (Герри Спиес)
  - Совершить поездку (Райнер Кирш)
  - Последняя (Гершон Штерн)
  - Один случай говорит (Ильзе Вебер)
  - Самое лучшее место в Вене (Франц Верфель)
  - Баллада о еврейской шлюхе (Бертольд Брехт)
- Песни Холокоста: 11 песен для меццо-сопрано и фортепиано или оркестра (1984)
- Концерт для двух фортепиано (1985)